# Lucía Carvalho

Lucía Carvalho (Santa Cruz de la Sierra, 15 de marzo de 1993) es una escritora y poeta boliviana. Estudió Marketing y Publicidad en la Universidad Privada de Santa Cruz de la Sierra y un máster en Escritura Creativa por la Universidad de Salamanca. En 2019 ganó el Premio Nacional de Poesía Pablo Neruda por su poemario Universo 127 (Yerba Mala Cartonera, 2019) y el Premio Hilda Mundy. Fue la gestora cultural principal del espacio colaborativo y de recuperación de la memoria patrimonial Casa Carmencita en Santa Cruz de la Sierra hasta el año 2024.
En Oráculo eléctrico Lucía Carvalho explora un posthumanismo místico. En aquel libro, que ganó la mención del premio Franz Tamayo de Poesía de 2022, Carvalho trabaja la mitología griega, las posibilidades espirituales de la tecnología contemporánea y la condición ciborg.
Su poema /Falda Corta/ fue publicado en la antología Liberoamericanas - 80 Poetas Contemporáneas, que reúne a las mejores poetas del continente. 

## Obras
- Fiesta equivocada, 2017.
- Universo 127: Expandido, 2021.
- Oráculo eléctrico, 2023.